# El libro de los muertos (novela)
El libro de los muertos es una novela de Douglas Preston y Lincoln Child publicada originalmente en 2007 por Warner Books. En España fue publicada por Plaza y Janes Es el séptimo libro en la serie del agente Pendergast series. también es el final de la trilogía de Diogenes.
El primero fue La mano del diablo, el segundo La danza de la muerte. Esta tercera parte se coló en la famosa New York Times Best Seller list.

## Argumento
El Museo de Historia Natural de Nueva York se dispone a reabrir una vieja tumba egipcia cerrada al público hace décadas y con fama de estar maldita. Mientras, el agente Aloysius Pendergast esta preso en una cárcel de máxima seguridad por un crimen que no ha cometido. Se acerca el fatídico 28 de enero y todo indica que los planes de Diogenes tienen que ver con la tumba egipcia y con un terrible suceso de la infancia de los dos hermanos Pendergast.

## Conexiones con otras obras de Preston y Child
- Al comienzo de la novela, Nora Kelly esta estudiando material Anasazi, en referencia a La ciudad sagrada.[3]
- Los lectores habituales encontraran ecos de El ídolo perdido en referencia a otra gran exhibición museística gafada.[4]

## Secuela
Aunque esta novela acaba la trilogía, Pendergast y su pupila, Constance Greene, aparecen en la siguiente novela de la saga El círculo oscuro marcados por los sucesos vividos en esta.